# Noctuelita
Noctuelita és un gènere monotípic d'arnes de la família Crambidae. Conté només una espècie, Noctuelita bicolorata, que es troba al Camerun.